# Numana
Numana – miejscowość i gmina we Włoszech, w regionie Marche, w prowincji Ankona. Według danych na styczeń 2010 gminę zamieszkiwało 3912 osób przy gęstości zaludnienia 364,2 os./1 km².
Od 21 lipca do 3 sierpnia 1944 w Numana stacjonowała polska 1 Samodzielna Kompania Commando.